# Шлепецький Іван Степанович

Могила Івана Шлепецького на Ольшанському цвинтарі

Іван Степанович Шлепецький  (9 квітня 1907, Великий Буковець, Австро-Угорщина — 9 жовтня 1976, Прага, Чехословаччина) — громадський й освітньо-культурний діяч москвофільського напрямку на Пряшівщині, публіцист та літературознавець, лікар-рентгенолог. Дядько Андрія Шлепецького.

## Біографія
Іван Шлепецький народився в селі Великий Буковець на Пряшівщині (нині округ Стропков, Пряшівський край, Словаччина). Батьки, Степан Дмитрович та Анна Андріївна, уродженка села Поливка, були землеробами. Отець Івана Шлепецького помер в 1916 році, а матір залишалась наодинці з 5-ма малолітніми дітьми у спустошеному війною краї. Завдяки допомозі зі сторони брата Андрія, що емігрував з Австро-Угорщини до США, сімейне становище дещо покращилося.
Шлепецький здобув пристойну освіту, спершу навчався в початковій школі у рідному селі, а відтак в російськомовній Ужгородській реальній гімназії. В жовтні 1929 року він поступив до медичного факультету Карлового університету у Празі. Надалі працював у клініці внутрішніх хвороб у професора В. Прусіка. Окрім рідної говірки, російської та чеської мов, оволодів також словацькою, німецькою, угорською, сербською, польською, болгарською і французькою.
Ще в студентські роки розпочав активну участь на ниві громадсько-культурної діяльності, став членом русофільського студентського товариства у Празі «Возрождение», членом-засновником Товариства карпато-російських православних студентів «Пролом», членом самоврядування Карпаторосійського студентського гуртожитку у Празі й Союзу російської молоді в Пряшеві. У зазначених організаціях найчастіше обіймав посади, або голови, або скарбника. Упродовж 1938—1948 років наполегливо допомагав незаможним студентам, що навчалися в чеській столиці у російській гімназії, зокрема надаючи притулок для найбідніших. Працював у складі соціальної комісії згаданої гімназії.
У роки Другої світової війни Іван Шлепецький активно взаємодіяв з антинацистським підпіллям, співпрацював із партизанськими відділами у Моравії та Словаччині. За цю діяльність був нагороджений Зіркою партизана-помічника (1946), Пам'ятною відзнакою зі стрічкою І чехословацької партизанської бригади Яна Жижки (1969), Пам'ятною медаллю партизанської бригади Яна Гуса (1970), Червоною зіркою партизанської бригади імені Чапаєва (1972), Пам'ятною медаллю до 30-ї річниці визволення Чехословаччини (1975).
Редактор журналу «Костер» (1946—1948). Зусиллями Івана Шлепецького було підготовлено альманах «Пряшевщина» (Прага, 1948), та видано збірку творів Олександра Павловича; автор статей в українській пресі Пряшівщини. Деякі зі своїх статей Іван Шлепецький друкував у «Календарі Лемко-Союзу» (США), аби уникнути складнощів з цензурою комуністичної Чехословаччини.
Помер у Празі, похований на Ольшанському цвинтарі. Його племінник Андрій Шлепецький був відомим славістом та істориком літератури часів ЧСР.